# Хагикадзэ (1941)
Хагикадзэ (яп. 萩風 Хагикадзэ) — японский эсминец типа Kagero. Название в переводе с японского носит название Поры начала цветения клевера в Японии. В военно-исторической литературе распространено написание Хагикадзе.
Заложен в 1939 году на Верфи Fujinagasta, Осака. Спущен 18 июня 1940 года, вошёл в строй 31 марта 1941 года. Участвовал в Мидуэйской операции. 7 августа 1943 года в сражении в заливе Велья потоплен американскими эсминцами в точке 07°49′ ю. ш. 156°55′ в. д..